# Тамара Макарова
Тамара Фьодоровна Макарова (* 31 юли / 13 август  1907 г. в Санкт Петербург; † 19 януари 1997 г. в Москва) е съветска филмова актриса и преподавателка по актьорско майсторство.

## Биография
Макарова е дъщеря на военен лекар, починал малко след Октомврийската революция. Семейството включвало още по-малък брат и сестра.
Макарова започва да взема уроци по балет още по време на ученическите си години. През 1924 г. младата жена подава документи в актьорското студио на Николай Форегер, където среща Сергей Герасимов, с когото учи и който става неин съпруг. Първоначално двойката живее скромно. По негов съвет Макарова посещава Ленинградската академия за сценични изкуства.
През 1927 г. тя дебютира в киното в комедията на „Ленсовкино“ „Чужой Пиджак“, адаптация на разказа на Вениамин Каверин „Ревизор“, в която съпругът ѝ играе главната роля. За първи път се появява като главна актриса в комедията „Люблю ли тебя?“ (1934), която е и първият от 16 филма, режисирани от Герасимов. Две години по-късно следва пробивът на Макарова като актриса с филма на Герасимов „Седемте мелодии“.
След избухването на Великата отечествена война двойката поискала да бъде назначена във Войските за отбрана на родината. Макарова първоначално получила позиция като инструктор в администрацията на политическия фронт, преди да служи в неврохирургичното отделение на болница. През 1943 г. и те са евакуирани в Ташкент, където се присъединяват към Комунистическата партия на Съветския съюз и осиновили племенника на Макарова, Артур. Двойката нямала биологични деца.

## Творчество
Първата филмова роля на Макарова след войната е на Господарката на Медната планина в „Каменното цвете“ (1946) на Александър Птушко. Въз основа на изпълнението ѝ в наградения филм ѝ е предложена главната роля в чуждестранна адаптация на „Ана Каренина“, но тя отказва.
От 1945 г. Макарова работи като преподавателка във Всесъюзния държавен институт по кинематография, където тя и съпругът ѝ ръководят студиото по актьорско майсторство и режисура. През 1968 г. е повишена в професор и работи като преподавател до 80-те години на XX век. Сред нейните студенти са известни актьори и режисьори като Людмила Гурченко, Наталия Белохвостикова, Сергей Бондарчук, Ина Макарова, Татяна Лоснова и Николай Губенко. За последно се появява на екран през 1984 г. в съветско-чехословашката копродукция „Лев Толстой“ в ролята на София Толстая. Герасимов, който е и режисьор на филма, играе главната роля. През цялата си кариера Макарова е работила и с известни режисьори като Григорий Козинцев, Леонид Трауберг, Йосиф Шейфиз, Александър Зархи и Михаил Чиаурели.
Заедно със съпруга си тя пише и сценариите за „Памят сърдце“ на Татяна Льоснова от 1956 г. и социалната драма на Герасимов „Хора и животни“ (1962 г.).
Макарова почива в Москва на 89-годишна възраст и е погребана на Новодевичското гробище.